# Gmina Rremas
Gmina Rremas  (alb. Komuna Rremas) – gmina położona w środkowo-zachodniej części Albanii. Administracyjnie należy do okręgu Lushnja w obwodzie Fier. W 2011 roku populacja gminy wynosiła 4449 osoby w tym 2466 kobiet oraz 2283 mężczyzn, z czego Albańczycy stanowili 71,88%  mieszkańców. 
W skład gminy wchodzi osiem miejscowości: Rremas, Muçias, Karavastë, Karavastë e Re, Kamenicë, Kryekuq, Gur, Adriatik.